# Peloribates paraguayensis
Peloribates paraguayensis är en kvalsterart som beskrevs av Balogh och Sandór Mahunka 1981. Peloribates paraguayensis ingår i släktet Peloribates och familjen Haplozetidae. Inga underarter finns listade i Catalogue of Life.